# Turismo culturale
Il turismo culturale è una forma di turismo che è strettamente legata alla cultura di una specifica regione o paese, in particolare in relazione al modello di vita, alla storia, all'arte, all'architettura, alla dieta, alla religione ed altri elementi delle popolazioni nelle specifiche aree geografiche, che contribuiscono a creare quel loro tipo di vita.

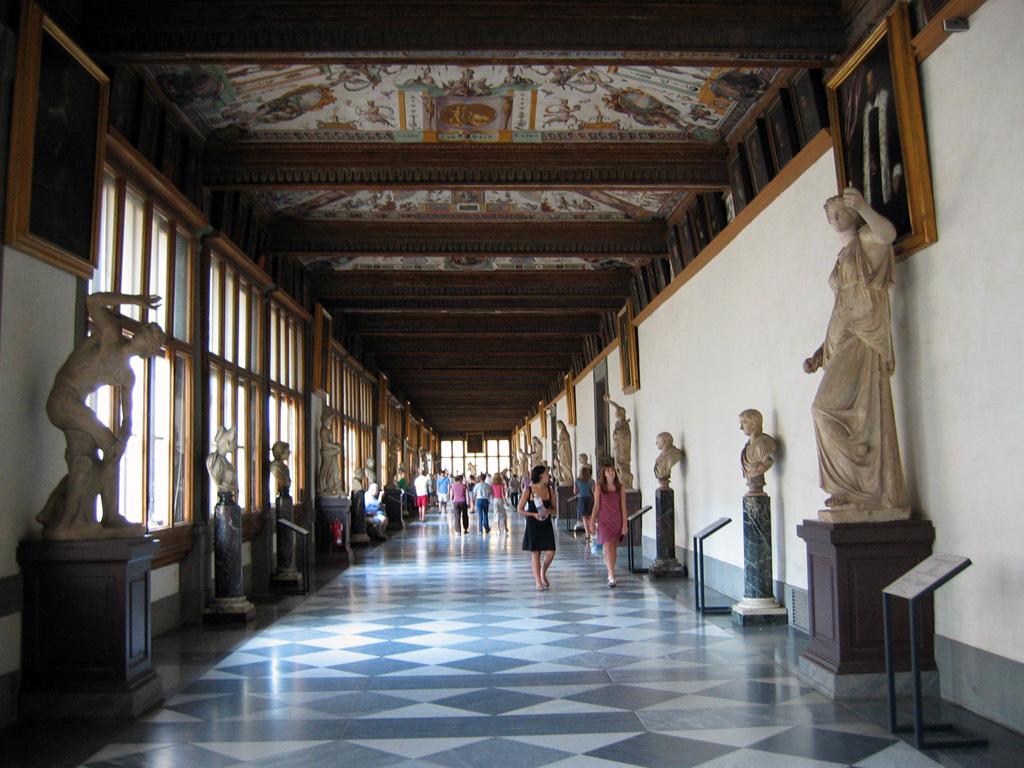
Firenze, Galleria degli Uffizi

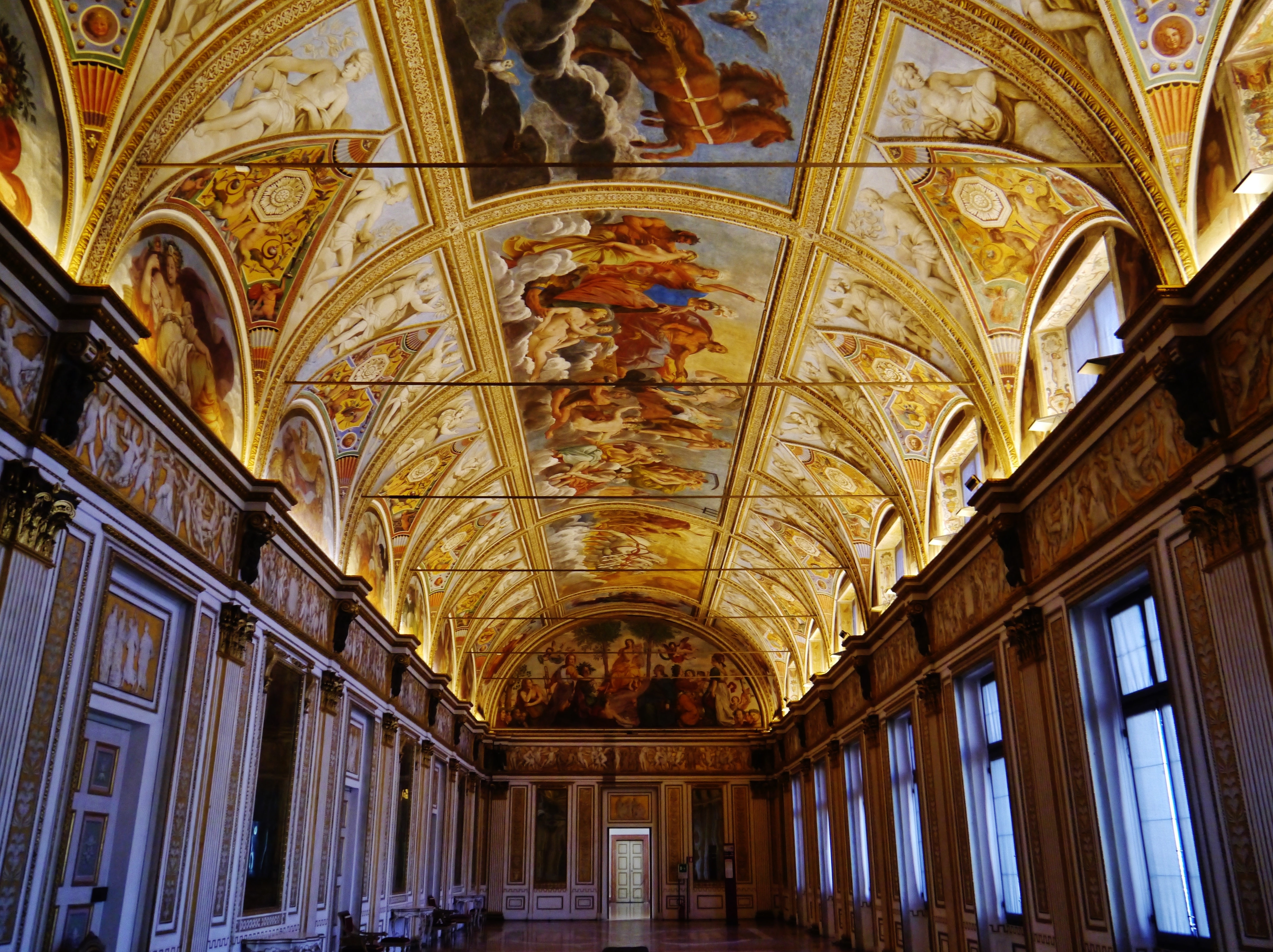
Mantova, Palazzo Ducale, Sala degli Specchi

## Descrizione
I viaggi nell'antichità si facevano per motivi commerciali o religiosi, anche perché erano disagevoli, costosi e talora pericolosi. I primi veri turisti della storia furono comunque i pellegrini. E non è un caso che gli antichi itinerari dei pellegrinaggi (via Francigena, Cammino di Santiago di Compostela ecc.) suscitino nuovi interessi. Diminuita la passione religiosa, i viaggi tornarono ad interessare quando ce ne furono le possibilità economiche ed anche pratiche (strade più sicure, collegamenti meno ardui ecc.). Il cosiddetto Grand Tour che i giovani aristocratici europei iniziarono a fare nel XVII secolo era anche un modo per completare la preparazione culturale delle nuove classi dirigenti che si trovavano spesso in concorrenza con la crescente borghesia che già da tempo viaggiava per motivi commerciali ma che allo stesso tempo aveva l'occasione di conoscere luoghi e genti. 
Esaurita la fase del turismo "selezionato" in base al censo ecc., negli ultimi decenni si è sviluppato il turismo di massa che ha modificato in buona parte i contenuti tradizionali del turismo.
I viaggiatori del Grand Tour ed i loro numerosi emuli avevano spesso alle spalle una preparazione classica e storica che li orientava nei loro itinerari, avendo a disposizione parecchio tempo.
I turisti di oggi si muovono molto più celermente ma hanno spazi temporali più ristretti (ferie ecc.). Anche le caratteristiche culturali dei nuovi viaggiatori (impiegati, tecnici ecc.) sono molto diverse da quelle degli antichi viaggiatori. Tale situazione, accompagnata alla forte commercializzazione del settore turistico, ha cambiato parecchie cose.
Le modifiche sono state tanto importanti che all'epoca attuale con la definizione di "turismo culturale" si tenta di recuperare alcuni dei vecchi contenuti del turismo (che in realtà non sono stati mai del tutto tralasciati, specialmente nel settore dell'associazionismo). Il patrimonio culturale fornisce una certa autenticità della destinazione e la fa distintiva e diversa. Su patrimonio culturale si basa spesso il vantaggio competitivo rispetto ad altre destinazioni.
Fra l'altro in diverse università si tengono corsi e master dedicati al "turismo culturale", con l'intento di abbinare nei nuovi operatori una preparazione tecnica e culturale.
Tuttavia è abbastanza plausibile pensare che l'interesse per il segmento "turismo culturale" corra il rischio di creare una nuova "moda" come è già avvenuto, per qualche verso, con l'organizzazione di talune mostre. Alla fine chi ha concreti interessi culturali ha tutti gli strumenti per selezionare ciò che ha reali contenuti. E poi fare turismo culturale significa anche andare a visitare semplicemente la chiesetta del paesello vicino (magari individuata tramite un web locale). Il turismo culturale deve opportunamente avere una dimensione "diffusa" e quindi può essere occasione di sviluppo di tante realtà periferiche che magari hanno interessanti "patrimoni" poco valorizzati.
Diversi connotati del "turismo culturale" possono poi contribuire a "destagionalizzare" diverse mete (e ciò vale per molte delle nostre località) e a rendere mediamente più fruibili le esistenti strutture alberghiere.